# Septembre 1796

## Événements
- Le général Benoît de Boigne, qui dirigeait l’armée du Grand Moghol, rentre en Savoie[1]. La guerre civile qui s’ensuit favorise les entreprises des Britanniques, le peshwa des Marathes se plaçant sous leur protection.
- Septembre - octobre : en Allemagne, Jourdan et Moreau, qui ne peuvent faire leur jonction, sont battus séparément et doivent ramener leurs armées sur le Rhin[2].

- 4 septembre : victoire française au combat de Rovereto[3]. Bonaparte prend Trente le lendemain.

- 8 septembre : victoire française à la bataille de Bassano[3].

- 9 - 10 septembre, France : échec d’une tentative d’insurrection militaire au camp de Grenelle.

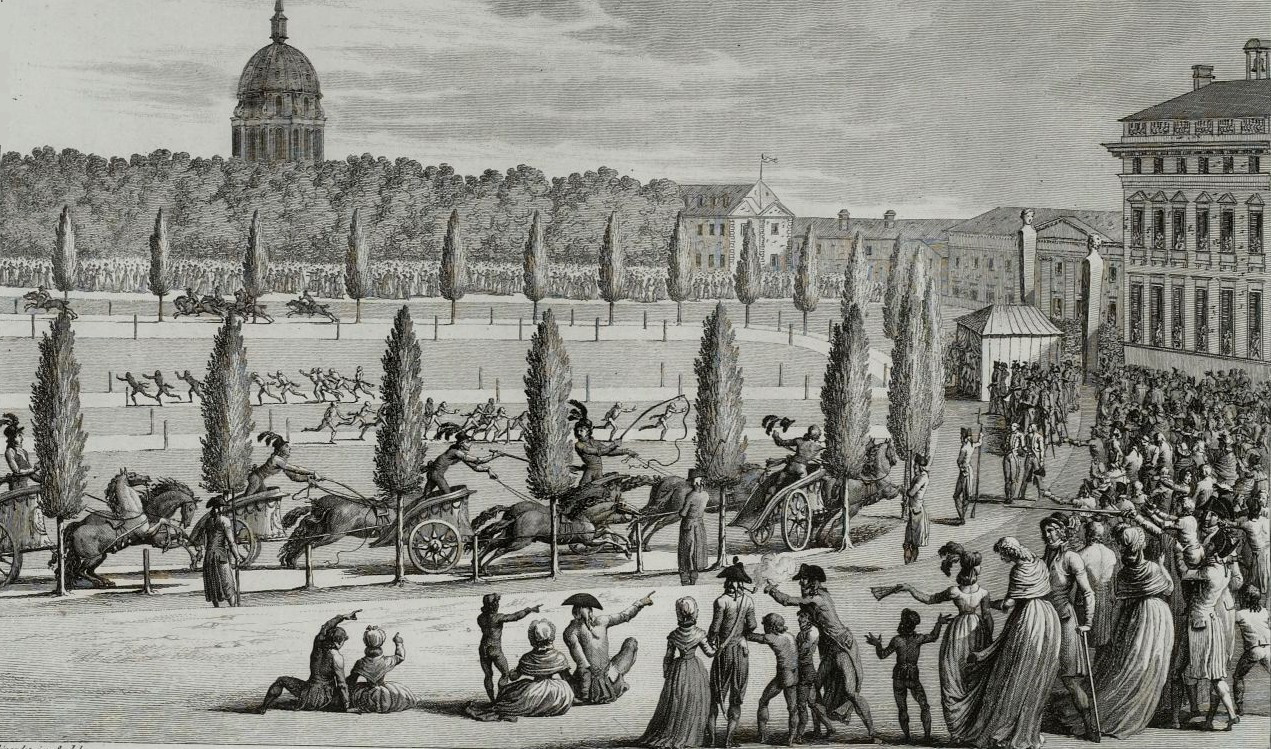
Olympiade de la République le 22 septembre 1796, (musée de la Révolution française).

- 17 septembre : George Washington publie : Address of General Washington To The People of The United States on his declining of the Presidency of the United States (en), pamphlet dans lequel il indique qu'il décline un troisième mandat[4]. Il met en garde contre une politique partisane et invite les américains à tirer profit de leur position d'isolement dans le monde, et d'éviter des attachements et les enchevêtrements dans les affaires étrangères, particulièrement ceux de l'Europe, qu'y n'ont, selon lui, peu ou rien à faire avec les intérêts de l'Amérique.

- 19 septembre : bataille d'Altenkirchen.

- 22 septembre : Première olympiade de la République

- 30 septembre, Paris : après la disparition de l’état polonais, le général Dombrowski (1755-1818) émigre en France où il fonde les « légions polonaises » qui participeront à la campagne d’Italie et défendront le grand-duché de Varsovie contre les Autrichiens[5].

## Naissances
- 19 septembre : Richard Harlan (mort en 1843), médecin, zoologiste et paléontologue américain.

## Décès
- 3 septembre : Louis Jean-Jacques Durameau, peintre français (° 5 octobre 1733).